# Уэлсли, Чарльз, 9-й герцог Веллингтон
Артур Чарльз Валентин Уэлсли, 9-й герцог Веллингтон (род. 19 августа 1945) — британский аристократ, политик и бизнесмен. Старший сын Артура Валериана Уэлсли (1915—2014), 8-го герцога Веллингтона (1972—2014), и Дианы Рут Макконел (1922—2010), дочери генерал-майора Дугласа Фицджеральда Макконела. Член Палаты лордов с 16 сентября 2015 года.
Кроме британских титулов, герцог Веллингтон носит наследственные титулы 9-го князя Ватерлоо (Объединённое королевство Нидерландов) и герцога да Виториа (Португальское королевство) с её вспомогательными титулами маркиза де Торреш-Ведраш и графа де Вимейру. Эти титулы получил его предок Уэлсли, Артур, 1-й герцог Веллингтон в качестве главнокомандующего британской армией в Испании и Португалии и за победу над Наполеоном при Ватерлоо (в Бельгии).
10 марта 2010 года Чарльз Уэлсли получил от своего отца Артура Валериана Уэлсли, 8-го герцога Веллингтона, титул герцога де Сьюдад-Родриго в Испанском королевстве. В соответствии с испанским законом, Веллингтон ходатайствовал перед испанскими властями о признании за ним титула герцога де Сьюдад-Родриго и гранда Испании. Король Испании Хуан Карлос, через своего министра, утвердил королевским указом от 21 мая 2010 года преемственность герцогства де Сьюдад-Родриго в роду Уэлсли. 12 июня 2010 года официальная газета испанского правительства «Boletín Oficial del Estado» сообщила об этом.
31 декабря 2014 года после смерти своего отца Чарльз Уэлсли унаследовал титул герцога Веллингтона, став пэром Соединённого королевства.

## Рождение и образование
Родился 19 августа 1945 года в Виндзоре (графство Беркшир), получил образование в Итонском колледже. Позднее он учился в колледже Крайст-Чёрч в Оксфорде. У него есть три младших брата и одна младшая сестра. С рождения носил титул графа Морнингтона, а в 1972 году, когда его отец стал герцогом Веллингтоном, он получил титул маркиза Дуро.

## Брак и дети
3 февраля 1977 года в церкви Святого Павла в Найтсбридже (Лондон) он женился на принцессе Антонии Прусской (род. 28 апреля 1955), дочери принца Фридриха Прусского (1911—1966) и Бриджид Гиннесс (1920—1995), дочери Руперта Гиннесса, владельца пивоваренных заводов Guinness.
Супруги имеют пять детей:
- Артур Джеральд Уэлсли, маркиз Дуро (род. 31 января 1978), был женат с 2005 года по 2020 год на бывшей модели и модном стилисте Джемме Кидд (род. 1974), у них трое детей:
  - Леди Мэй Мадлен (род. 4 января 2010)
  - Артур Дарси, граф Морнингтон (род. 4 января 2010)
  - Лорд Альфред (род. 10 декабря 2014)
  - Лорд Арло (род. 2023) - от второго брака.
- Леди Хонора Виктория Уэлсли (род. 25 октября 1979), муж с июля 2004 года Орландо Монтегю (род. 1971), младший сын Джона Монтегю, 11-го графа Сэндвича (род. 1943). у них двое детей:
  - Уолтер Монтегю (род. 3 декабря 2005)
  - Нэнси Джемайма Монтегю (род. январь 2007)
- Леди Мэри Луиза Уэлсли (род. 16 декабря 1986)
- Леди Шарлотта Энн Уэлсли (род. 8 октября 1990), училась в Оксфордском университете, с 2016 года замужем за колумбийским миллиардером Алехандро Санто-Доминго, дядей Татьяны Санто-Доминго, невестки принцессы Монако Каролины. Двое детей.
  - Марина Антония Санто-Доминго (род. 2017)
  - Себастьян Санто-Доминго (род. 2019)
- Лорд Фредерик Чарльз Уэлсли (род. 30 сентября 1992), учился в Итонском колледже, с 2022 года женат на Кэтрин Ламберт.
  - Финнеас Фриц Уэлсли (род. 2023)

## Политическая карьера
Веллингтон был в 1974 году кандидатом от консервативной партии на парламентских выборах в округе Северный Ислингтон, где занял второе место. В 1978—1979 годах он был членом Бейзингстокского районного совета. Позднее был консервативным депутатом Европарламента от округа Суррей в 1979—1984 и округа Западный Суррей в 1984—1989 годах.
В сентябре 2015 года герцог Веллингтон был избран заседать в Палате лордов, как консерватор на дополнительных выборах после отставки лорда Люка.

## Благотворительность
Веллингтон работал в ряде некоммерческих или благотворительных организациях. Он был патроном британского искусства в галерее Тейт (1987—1990), членом Королевского колледжа искусств (1992—1997), председателем Британско-испанского круга друзей (1993—1998) и попечителем Феникс-траста (1996—2001). В 1999 году он получил орден Британской империи за заслуги в британо-испанских деловых связях. В 1999 году он был назначен заместителем лорда-лейтенанта в Хэмпшире. В 2003 году он был назначен на четыре года комиссаром Комиссии по историческим зданиям и памятникам Англии.
1 октября 2007 года он стал председателем совета управляющих Лондонского королевского колледжа. Выпускницей этого колледжа была его супруга Антония Прусская. Его предок Артур Уэлсли, 1-й герцог Веллингтон, сыграл важную роль в создании колледжа.

## Деловая карьера
- Заместитель председателя Thames Valley Broadcasting Ltd (1975—1984)
- Директор Ferrocarril de Antofagasta a Bolivia Ltd (1977—1980)
- Советник Basingstoke Borough Council (1978—1979)
- Директор Eucalyptus Pulp Mills Ltd (1979—1988)
- Директор Transatlantic Holdings plc (1983—1996)
- Директор Global Asset Management Worldwide Inc (1984—1999)
- Заместитель председателя Deltec Panamerica SA (1985—1989)
- Председатель Deltec Securities (UK) Ltd (1986—1989)
- Директор Continental and Industrial Trust plc (1987—1990)
- Заместитель председателя Guinness Mahon Holdings Ltd (1988—1991)
- Директор Sun Life Corp Ltd (1988—1996)
- Директор Rothmans International Ltd (1990—1993)
- Председатель Dunhill Holdings Ltd (1991—1993)
- Заместитель председателя Vendôme Luxury Group plc (1993—1999)
- Председатель Framlington Group Ltd (1994—1999)
- Председатель Sun Life & Provincial Holdings plc в 1996
- Директор Pernod Ricard, SA

Веллингтон был независимым членом Совета директоров Sanofi SA с мая 2002 года. Он также являлся членом общества по назначениям, стратегии управления и комитетам.

## Титулы и обращения
- 19 августа 1945 — 4 января 1972 — Граф Морнингтон
- 4 января 1972 — 31 декабря 2014 — Маркиз Дуро
- 31 декабря 2014 — настоящее время — Его Светлость Герцог Веллингтон
- 10 марта 2010 — настоящее время (в Испании) — Его превосходительство Герцог де Сьюдад-Родриго
- 31 декабря 2014 — настоящее время (в Бельгии и Нидерландах) — Его Высочество Князь Ватерлоо
- 31 декабря 2014 — настоящее время (в Португалии) — Его Превосходительство Герцог да Виториа

Помимо Великобритании, герцог Веллингтон является представителем голландской, бельгийской, испанской и португальской знати.